# 戈公振
戈公振（1890年11月27日—1935年10月22日），原名紹發，字春霆，號公振。江蘇東台人。新聞記者、新闻学者。

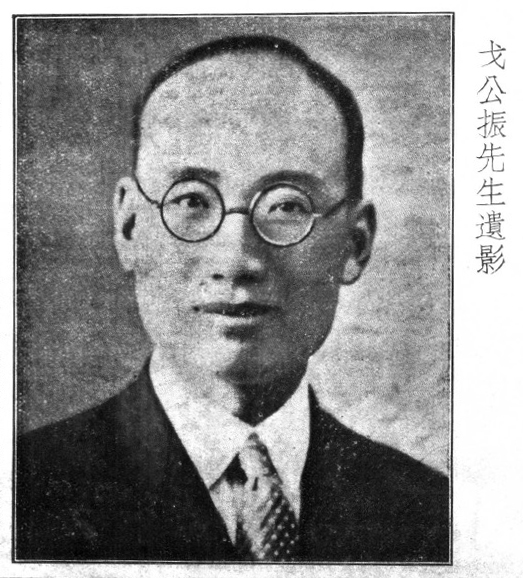

## 生平
出生於書香世家，自由学习勤奋，喜好书法绘画艺术。1907年以第一名畢業於東台高等學堂。
毕业后，1912年在《東台日報》任圖畫編輯。
其伯祖父戈铭猷(字伯鸿)正在江西省铜鼓厅任知县。戈前往江西随侍伯父，在县署学习，辛亥革命后，回到家乡，在当地开明乡绅夏寅官家中当家庭教师，并在夏寅官所办的淮南法政专门学校听课。1913年从东台淮南法政学堂毕业后，到上海狄楚青创办的“有正书局”当学徒。受到狄的赏识，次年被调至《时报》，从校对、助理编辑、编辑一直做到总编辑，在该报任职15年之久，为报纸业务改革作出了一定贡献。
1913年南下上海，入“有正書局”當學徒，後任《時報》總編輯。1920年首创《图画时报》。1921年“上海新闻记者联欢会”成立，任会长。1925年起在各大學教授新聞學。
1927年1月29日，以记者身份乘法国邮轮“答尔塔良”号自费赴法国、瑞士、德国、意大利、英国、美国、日本等考察新闻业。同年，受国联邀请，出席在日内瓦举行的国际新闻专家会议，在会上做了题为《新闻电费率与新闻检查法》的发言。1928年返國，任《申報》總管理處設計處主任兼《申报星期画刊》主编。九一八后，积极从事抗日救亡运动。1932年3月，以记者身份随国联调查团赴东北调查日军侵华真相，9月随团前往欧洲。
1933年3月到蘇聯訪問，为国内报刊撰写大量介绍苏联的通讯报道，后辑为《从东北到庶联》一书出版。
1935年8月应邹韬奋邀请，回国参加《生活日报》筹备工作。10月15日抵达上海，10月22日係因盲腸炎轉腹膜炎病逝於上海。后葬于江湾第一公墓，墓碑上“东台戈公振之墓”由狄楚青题写，黄炎培撰写碑文。

## 纪念
东台城内兰香巷9号的戈公振故居，东台市政府于1987年将其修葺开发为一处旅游景点。

## 家庭
- 戈公振父亲戈铭烈，哥哥戈绍甲、妹戈绍怡，堂弟戈绍龙(曾留学日本)。
- 長兄戈曙東，曾任江蘇東台縣教育科長。
- 堂兄戈紹龍，曾任廣西大學醫學院院長。
- 妹妹戈紹怡，曾任上海東亞體專訓育員。
- 長子戈寶樹，因戈公振夫人早逝，由戈公振身兼母職撫養長大，戈公振過世前最掛念其子未來教養問題。戈寶樹现居美国，物理学家。

## 著作

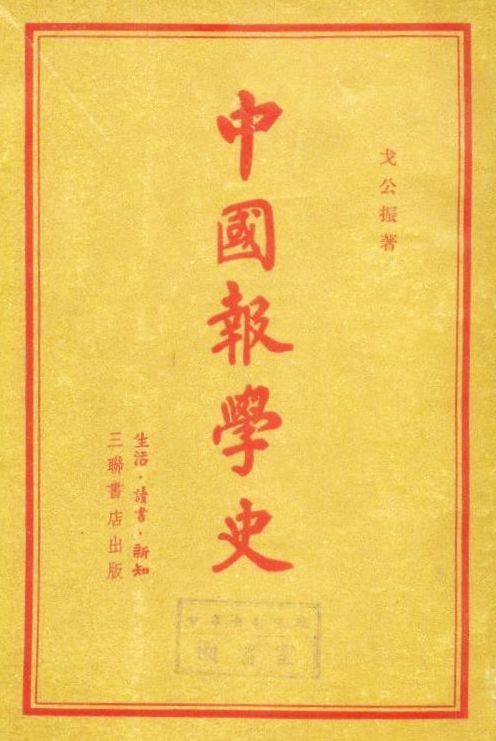
中国报学史封面，三联版

戈公振在从事新闻工作之余，致力于新闻教育事业和新闻学研究工作，曾在上海国民大学、南方大學、大夏大学、复旦大学等校新闻系和杭州暑假报学讲习所讲授新闻学方面的课程，在新闻学研究上留下了许多著述。
- 《中国报学史》(分六章，二十八万五千字。被认为是第一部系统研究中国报业发展史的专著，新闻史研究的奠基之作，首版于1927年11月，由上海商务印书馆出版)
- 《新聞學撮要》[翻译著作，梁启超作序。原著：[美]开乐凯(F. N.Clark,Jr )(The Handbook of Journalism)]
- 《新聞學》(1927年12月应商务印书馆之约，为“百科小丛书”和“万有文库”撰写，1940年出版，1947年2月再版，普及型读物。)
- 《东北到庶联》，1935年12月生活书店出版。

## 外部連結
- 光明网：新闻学先驱——戈公振 （页面存档备份，存于）
- 戈公振、戈宝权：新闻文化战线著名"父子兵"